# Lê Tấn Tới
Lê Tấn Tới (sinh ngày 4 tháng 4 năm 1969) là một tướng lĩnh của lực lượng Công an nhân dân Việt Nam, hàm Thượng tướng và là chính trị gia người Việt Nam. Ông hiện là Ủy viên Ban Chấp hành Trung ương Đảng Cộng sản Việt Nam khoá XIII, Ủy viên Thường vụ Đảng ủy Công an Trung ương, Thứ trưởng Bộ Công an Việt Nam. Ông còn là Ủy viên Ủy ban Thường vụ Quốc hội khóa XV, Đại biểu Quốc hội Việt Nam khóa XV, Chủ nhiệm Ủy ban Quốc phòng, An ninh và Đối ngoại của Quốc hội.

## Xuất thân
Lê Tấn Tới sinh ngày 4 tháng 4 năm 1969 quê quán ở xã Tân Thành, thành phố Cà Mau, tỉnh Cà Mau.

## Sự nghiệp
Năm 1986, Lê Tấn Tới 17 tuổi bắt đầu tham gia lực lượng Công an nhân dân Việt Nam.
Sau đó, ngày 12 tháng 6 năm 1993, ông gia nhập Đảng Cộng sản Việt Nam.
Lê Tấn Tới từng giữ các chức vụ: Trưởng Phòng cảnh sát điều tra tội phạm về ma túy, trưởng Phòng cảnh sát điều tra tội phạm về trật tự xã hội, trưởng Công an thành phố Bạc Liêu, trưởng Phòng tổ chức cán bộ Công an tỉnh Bạc Liêu, Phó giám đốc Công an tỉnh Bạc Liêu.
Ông từng là đại biểu hội đồng nhân dân thành phố Bạc Liêu nhiệm kỳ 2011 - 2016.
Ông nguyên là Đại tá, Ủy viên Ban Thường vụ Tỉnh ủy, Bí thư Đảng ủy, Giám đốc Công an tỉnh Bạc Liêu, Ủy viên Ủy ban Quốc phòng và An ninh của Quốc hội.
Từ ngày 22 tháng 10 năm 2019, Đại tá Lê Tấn Tới được bổ nhiệm làm Cục trưởng Cục Tổ chức Cán bộ, Bộ Công an (Việt Nam).
Sau đó cũng trong năm 2019, Đại tá Lê Tấn Tới được thăng quân hàm Thiếu tướng Công an nhân dân Việt Nam.
Ngày 29 tháng 4 năm 2020, Thiếu tướng Lê Tấn Tới nhận Quyết định 595/QĐ-TTg của Thủ tướng Chính phủ Nguyễn Xuân Phúc bổ nhiệm chức vụ Thứ trưởng Bộ Công an Việt Nam.
Ngày 30 tháng 1 năm 2021, tại Đại hội đại biểu toàn quốc lần thứ XIII của Đảng, ông được bầu là Ủy viên Ban Chấp hành Trung ương Đảng Cộng sản Việt Nam khoá XIII, nhiệm kỳ 2021-2026.
Ngày 20 tháng 7 năm 2021: Tại kỳ họp thứ nhất Quốc hội khóa XV, ông được bầu giữ chức Ủy viên Ủy ban Thường vụ Quốc hội, Chủ nhiệm Ủy ban Quốc phòng - An ninh khóa XV.
Ngày 9 tháng 6 năm 2025, Thủ tướng Chính phủ bổ nhiệm lại Trung tướng Lê Tấn Tới, Ủy viên Ban Chấp hành Trung ương Đảng, Ủy viên Ủy ban Thường vụ Quốc hội, Chủ nhiệm Ủy ban Quốc phòng, An ninh và Đối ngoại của Quốc hội (biệt phái), giữ chức Thứ trưởng Bộ Công an.
Ngày 14 tháng 6 năm 2025, ông được Chủ tịch nước Lương Cường trao Quyết định thăng cấp bậc hàm Thượng tướng.

## Đại biểu Quốc hội Việt Nam khóa XIV nhiệm kì 2016-2021
Tháng 5 năm 2016, ông lần đầu ứng cử Đại biểu Quốc hội Việt Nam khóa 14. Lúc đó ông đang là Tỉnh ủy viên, Phó Bí thư Đảng ủy, Đại tá, Phó Giám đốc Công an tỉnh, làm việc ở Công an tỉnh Bạc Liêu.
Ông trúng cử đại biểu Quốc hội năm 2016 ở đơn vị bầu cử số 2, tỉnh Bạc Liêu gồm có thị xã Giá Rai và các huyện Phước Long, Hồng Dân, Đông Hải, được 301.015 phiếu, đạt tỷ lệ 83,19% số phiếu hợp lệ.

## Lịch sử thụ phong quân hàm
| Năm thụ phong | 2014   | 2019        | 2022        | 2025         |
| ------------- | ------ | ----------- | ----------- | ------------ |
| Quân hàm      |        |             |             |              |
| Cấp hiệu      | Đại tá | Thiếu tướng | Trung tướng | Thượng tướng |